# Antonio Esmeralda Rico
Antonio Esmeralda Rico (en ruso: Антонио Эсмеральда Рико; Llerena, 1920 - óblast de Leningrado, octubre de 1943) fue un militar hispano-soviético que participó en la guerra civil española y en la Segunda Guerra Mundial. 

## Biografía
Nacido en 1920 en Llerena, provincia de Badajoz, trabajó como linotipista en una de las imprentas locales.
En 1936 se afilió a las Juventudes Socialistas Unificadas y ya durante la guerra civil española, recibió entrenamiento como pilo en la escuela de aviación militar de Kirovabad (RSS de Azerbaiyán) de 1938 a 1939. Al terminar la guerra civil, Esmeralda Rico trabajó en empresas de Járkov y Stalingrado. 
Con la entrada de la URSS en la Segunda Guerra Mundial en julio de 1941, la mayoría de pilotos de Kirovabad se alistaron como voluntarios para fuerzas terrestres, participando en la defensa de Moscú. Posteriormente, a pesar de tener experiencia de combate, no se incorporó a la Fuerza Aérea sino que recibió entrenamiento especial en el programa ingeniero-zapador en la escuela de ingeniería militar.Esmeralda Rico fue comandante de pelotón y participó en misiones a lo largo del frente, entre otras en las batallas de Rzhev. El coronel Iliá Stárinov, uno de los encargados de su entrenamiento afirmó que era uno de los mejores zapadores del Ejército Rojo, destacando su habilidad para colocar minas detrás de las líneas alemanas, en particular en el golfo de Taganrog en febrero-marzo de 1942.
De 1947 a 1970 trabajó en el Partido Comunista Español. Murió en 1989.